# Pedra Branca de Itararé
Pedra Branca de Itararé é um distrito do município brasileiro de Itararé, no interior do estado de São Paulo.

## História

### Formação administrativa
- Distrito criado pela Lei n° 4.954 de 27/12/1985, com sede no Povoado de Pedra Branca e com território desmembrado do distrito de Itararé[3][4].

## Geografia

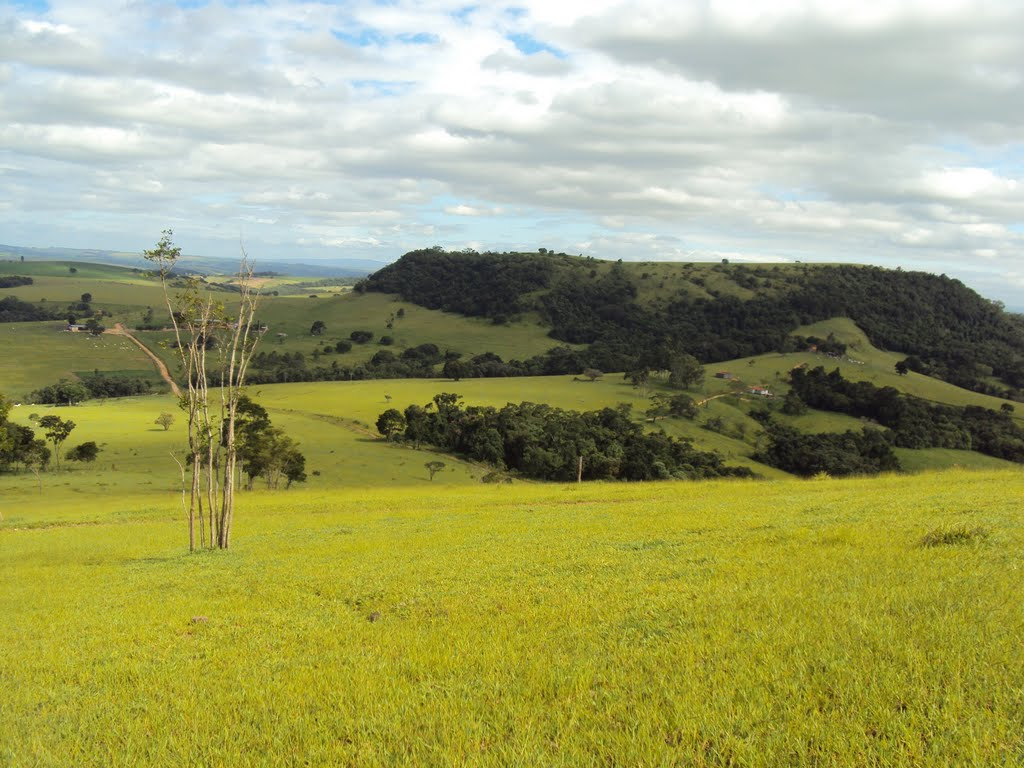
Paisagem local.

### Demografia

#### População urbana
| Crescimento população urbana | Crescimento população urbana | Crescimento população urbana | Crescimento população urbana |
| Censo                        | Pop.                         |                              | %±                           |
| ---------------------------- | ---------------------------- | ---------------------------- | ---------------------------- |
| 1991                         | 547                          |                              | —                            |
| 2000                         | 652                          |                              | 19,2%                        |
| 2010                         | 602                          |                              | −7,7%                        |
| Fonte: IBGE e Fundação SEADE |                              |                              |                              |

#### População total
Pelo Censo 2010 (IBGE) a população total do distrito era de 901 habitantes.

### Área territorial
A área territorial do distrito é de 109,152 km².

### Rodovias
O principal acesso de Pedra Branca do Itararé é a estrada vicinal que liga o distrito à SP-281.

## Serviços públicos

### Registro civil
Feito na sede do município, pois o distrito não possui Cartório de Registro Civil das Pessoas Naturais.

### Saneamento
O serviço de abastecimento de água é feito pela Companhia de Saneamento Básico do Estado de São Paulo (SABESP).

### Energia
A responsável pelo abastecimento de energia elétrica é a Neoenergia Elektro, antiga CESP.

## Religião
O Cristianismo se faz presente no distrito da seguinte forma:

### Igreja Católica
- A igreja faz parte da Diocese de Itapeva[15].

### Igrejas Evangélicas
- Assembleia de Deus - O distrito possui congregação da Assembleia de Deus Ministério do Belém, vinculada ao Campo de Sorocaba[16][17].
- Congregação Cristã no Brasil[18].